# Sweetie Fox
Sweetie Fox (Ekaterimburgo, Rusia, 25 de junio de 2001) es una actriz porno, modelo y erocosplayer rusa.

## Biografía
Sweetie Fox nació el 25 de junio de 2001 en Ekaterimburgo, Rusia. Desde pequeña, mostró interés por el dibujo y los videojuegos. Durante su etapa escolar, disfrutaba de los dibujos animados, el manga y los videojuegos, lo que despertó su pasión por el cosplay. En 2019, decidió incursionar en la creación de contenido erótico en redes sociales.
En 2019, se registró en Pornhub y comenzó a subir sus primeros videos junto a su esposo, disfrazándose de varios personajes de videojuegos y anime.
En 2022, ganó su primer premio en los Pornhub Awards en la categoría "Cosplayer Favorito". En 2023, fue clasificada entre las 20 mejores actrices porno rusas por la revista Maxim.
En enero de 2024, ocupó el primer lugar en el ranking de modelos más populares en Pornhub. Ese mismo año apareció por primera vez en la portada de la revista AVN.

## Vida personal
En su tiempo libre practica esgrima. También estudia historia del arte y presta mucha atención a mantener su forma física e itelectual.